# Транзеге, Отто Егорович
Отто Егорович (Георгий Георгиевич фон) Транзеге (Транзе, Транзе-Розенек) (Георг Карл Вильгельм Отто фон Транзее-Розенек; нем. Georg Karl Wilhelm Otto von Transehe-Roseneck; 22 апреля 1845 — 14 февраля 1908, Гатчина, Санкт-Петербургская губерния) — русский военный деятель, генерал-лейтенант (1902), гатчинский комендант (1902—1908).

## Биография
Родился в 1845 году в Лифляндии. Выходец из остзейского немецкого дворянского рода Транзе-Розенек. Окончил Императорское училище правоведения, но после этого поступил на военную службу в Лейб-Гвардии Стрелковый Его Величества батальон, расквартированный в Варшаве, в составе которого принял участие в подавлении Польского восстания 1863—1864 годов.
В дальнейшем много лет активно участвовал в русском завоевании Средней Азии. В 1878 году, в чине капитана, стал командиром 14-го Туркестанского линейного батальона, расквартированного в недавно завоёванном Маргелане. Продолжая служить в Средней Азии, был последовательно повышен в чине до майора (1879), подполковника (1881) и полковника (1886). Командир 1-го Туркестанского линейного батальона, расквартированного в Ташкенте (1887—88).
В дальнейшем служил в Крыму, в Симферополе. В 1888—1893 годах — командир Крымского (конного) дивизиона (два эскадрона кавалерии; в состав Крымского дивизиона в те годы также входила Крымская стрелковая (пешая) рота), укомплектованного преимущественно крымскими татарами-мусульманами. Такое назначение, возможно, было связано с тем, что Транзеге, прослужив много лет в Средней Азии хорошо знал обычаи мусульман.
С 1893 года Отто Егорович Транзеге — командир Кирасирского Её Величества лейб-гвардии полка, расквартированного в Гатчине в окрестностях Санкт-Петербурга. Шефом полка являлась императрица (с 1894 года — вдовствующая императрица) Мария Фёдоровна, основной личной резиденцией которой был Гатчинский дворец.
Гатчинскими кирасирами Транзеге командовал вплоть до 1899 года, причём в 1896 году был произведён в генерал-майоры. В 1899 году он был повышен в должности и назначен командиром расквартированной в Санкт-Петербурге 1-й бригады 1-й гвардейской кавалерийской дивизии (Гатчинские кирасиры входили в состав 2-й бригады той же дивизии).
В 1902 году был произведён в генерал-лейтенанты и назначен комендантом Гатчины.
Имел все награды вплоть до ордена Святой Анны 1-й степени (1905), а также Золотое оружие «За храбрость» (1875).
Скончался генерал-лейтенант Транзеге в 1908 году в Гатчине.

## Награды
- Орден Святого Владимира 4 степени с мечами (1868)
- Орден Святого Станислава 2 степени с мечами и императорской короной (1869)
- Орден Святой Анны 2 степени с мечами и императорской короной (1869)
- Золотое оружие «За храбрость» (1875)
- Орден Святого Владимира 3 степени (1894)
- Орден Святого Станислава 1 степени (1898)
- Орден Святой Анны 1 степени с мечами (1905)